# Levkuška
Levkuška, do roku 1948 Levkeška, (maďarsky Lőkös nebo Lőkösháza) je obec na Slovensku v okrese Revúca. V obci je evangelický kostel z roku 1804.

## Historie
Levkuška byla poprvé písemně zmíněna v roce 1294 jako domus Leukes. V roce 1427 se sídlo nazývalo Lekeshaza a bylo zde 10 port. V roce 1828 zde bylo 42 domů a 321 obyvatel, kteří byli zaměstnáni jako rolníci. Do roku 1918 bylo území obce součástí Uherska. V důsledku první vídeňské arbitráže bylo v letech 1938 až 1944 součástí Maďarska. Do roku 1927 se sídlo jmenovalo Lekeška nebo Lékaška. Při sčítání lidu v roce 2011 žilo v obci 251 obyvatel, z toho 188 Maďarů, 25 Slováků a 22 Romů; 16 obyvatel neuvedlo žádné informace o své etnické příslušnosti.